# 布雷西亞地鐵
布雷西亞地鐵（義大利語：Metropolitana di Brescia）是義大利城市布雷西亞的中運量大眾交通運輸系統。現在布雷西亞地鐵有一條線路，長13.7（8.5英里），有17個車站。布雷西亞地鐵的建設計劃開始於1980年代，開工於2004年，竣工通車於2013年。

## 歷史
布雷西亞建立地鐵的計畫起源於 1980 年代，大約在同一時間，歐洲其他各個中等城市開始引入全自動中運量地鐵系統。 1986 年，布雷西亞市議會開始考慮各種方案，以解決該市私人車輛快速增長的問題。從商業和技術角度仔細研究了許多選項，例如無軌電車、輕軌和地鐵。其中無人駕駛地鐵系統最終被確定為適合城市條件的理想解決方案。建設的招標於 2000 年啟動。
三年後完成建設簽約，由安薩爾多STS獲標，安薩爾多提議參照丹麦的哥本哈根地铁建設，哥本哈根的地鐵系統是安薩爾多在自動化中運量系統的先前嘗試。地鐵於2004年開始建設，原定工期為7年，因為工程中的考古發現延遲。2013年3月2日，第一條線路正式開通。

## 營運
布雷西亞地鐵是一個自動駕駛系統。由控制中心監控網絡各部分的交通流量，並迅速改變投入營運列車的數量，自動化還允許工作人員專注於協助乘客和處理安全問題。截至 2013 年，布雷西亞地鐵網絡共有 17 個車站，13個在地下，2個在地面，還有2個高架車站。車站的站間距相對較短，以鼓勵人們使用地鐵而不是開車。所有月台都設有月台幕門。
布雷西亞地鐵的營運從每天 5:00 開始，末班車則在隔日0:00 發車。班距從非高峰期的10 分鐘到工作日高峰 4 分鐘，最大運輸能量為班距3分鐘的情況下每小時單方向運送8500名乘客。

## 列車

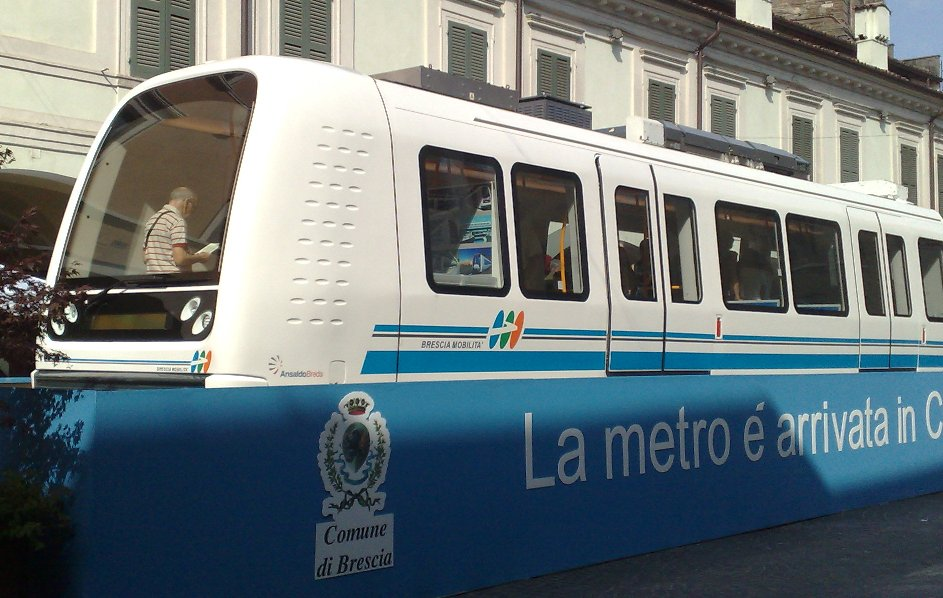
布雷西亞地鐵列車

布雷西亞地鐵使用安薩爾多百瑞達製造的自動駕駛地鐵車輛，由於安薩爾多百瑞達於2019年被日本的日立製作所收購，因此更名為「日立義大利」。布雷西亞是第3個使用本列車的系統，僅次於哥本哈根地铁和米蘭地鐵5號線。
布雷西亞地鐵列車通常不需要任何人員來駕駛，但是，每列列車都配備了一個驅動面板，以便在需要時進行手動操作。目前布雷西亞共有18列列車，每列列車由三節車廂編成，總長度為39米，載客量為300名乘客。在正常運行情況下，以30公里/小時左右的速度運行；車輛的設計最高時速可達 80 公里/小時。

## 未來計畫
目前並沒有明確的計畫時程，可能的計畫包括：
- 建設一條 3.5 公里長的新線路的計劃，該線路將在拉瑪莫拉站（英语：Lamarmora (Brescia Metro)）和國際展覽中心之間運行，將穿越城市人口稠密的地區。
- 一條穿過特羅皮亞山谷（英语：Val Trompia）的地鐵線連接普雷阿爾皮諾站（英语：Prealpino (Brescia Metro)）和因齊諾 (Inzino)。特羅皮亞山谷主幹道上的車流量非常高，平均每個工作日約有 20,000 輛汽車。為該地區提供地鐵鐵路網絡預計將減少汽車數量。

## 外部連結
- Brescia Metro - official site （意大利文）